# Mimeusemia basimacula
Mimeusemia basimacula är en fjärilsart som beskrevs av Walter Karl Johann Roepke 1945. Mimeusemia basimacula ingår i släktet Mimeusemia och familjen nattflyn. Inga underarter finns listade i Catalogue of Life.